# Bathythrix spatulator
Bathythrix spatulator är en stekelart som beskrevs av Aubert 1964. Bathythrix spatulator ingår i släktet Bathythrix och familjen brokparasitsteklar. Inga underarter finns listade.